# ليو ماكاي جونيور
ليو ماكاي جونيور (بالإنجليزية: Leo Mackay, Jr.)‏ هو مسؤول أمريكي، ولد في 15 أغسطس 1961 في سان أنطونيو في الولايات المتحدة.